# Mauzoleum Martyrologii Wsi Polskich w Michniowie

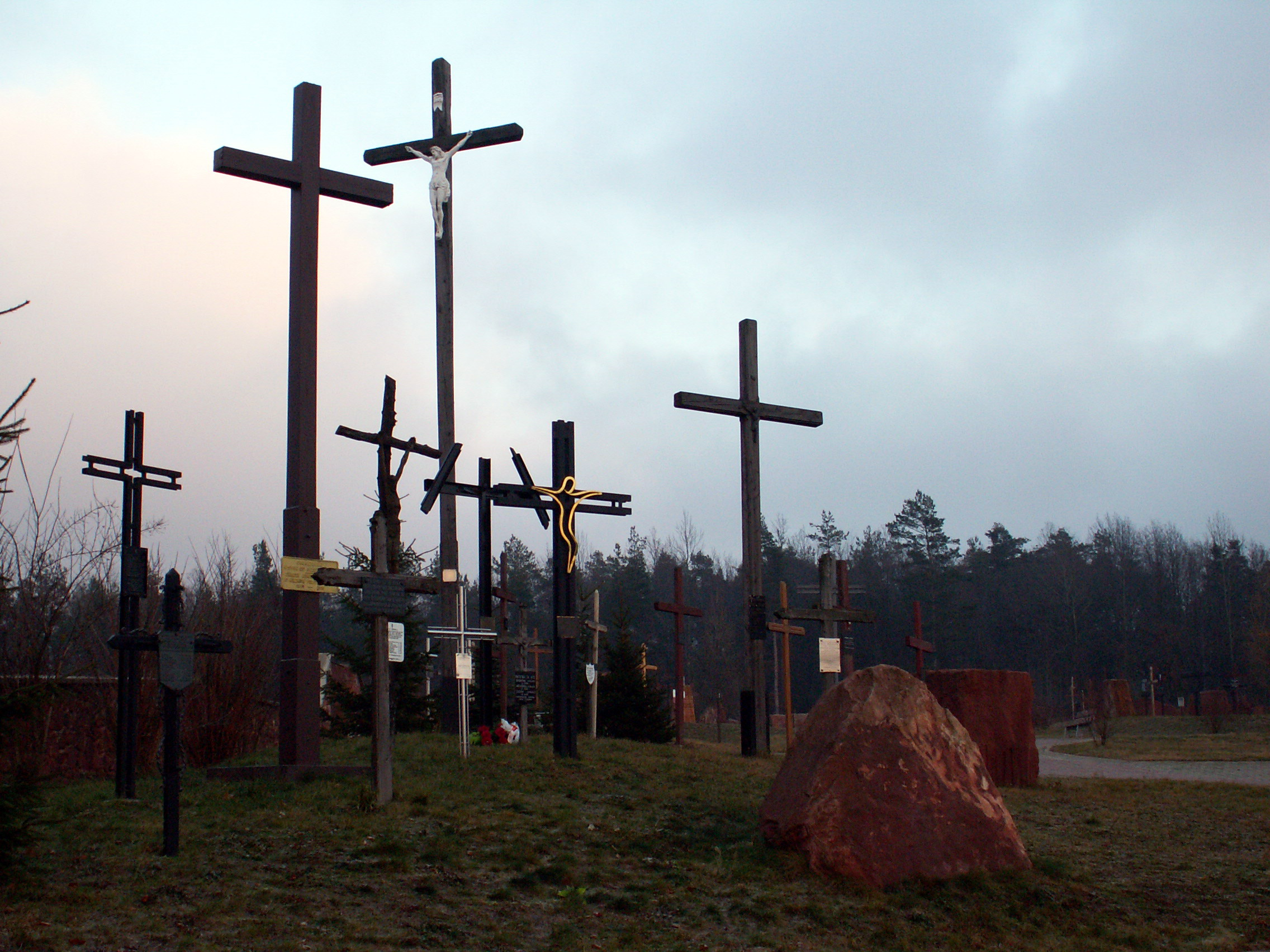
Sanktuarium Męczeńskich Wsi Polskich

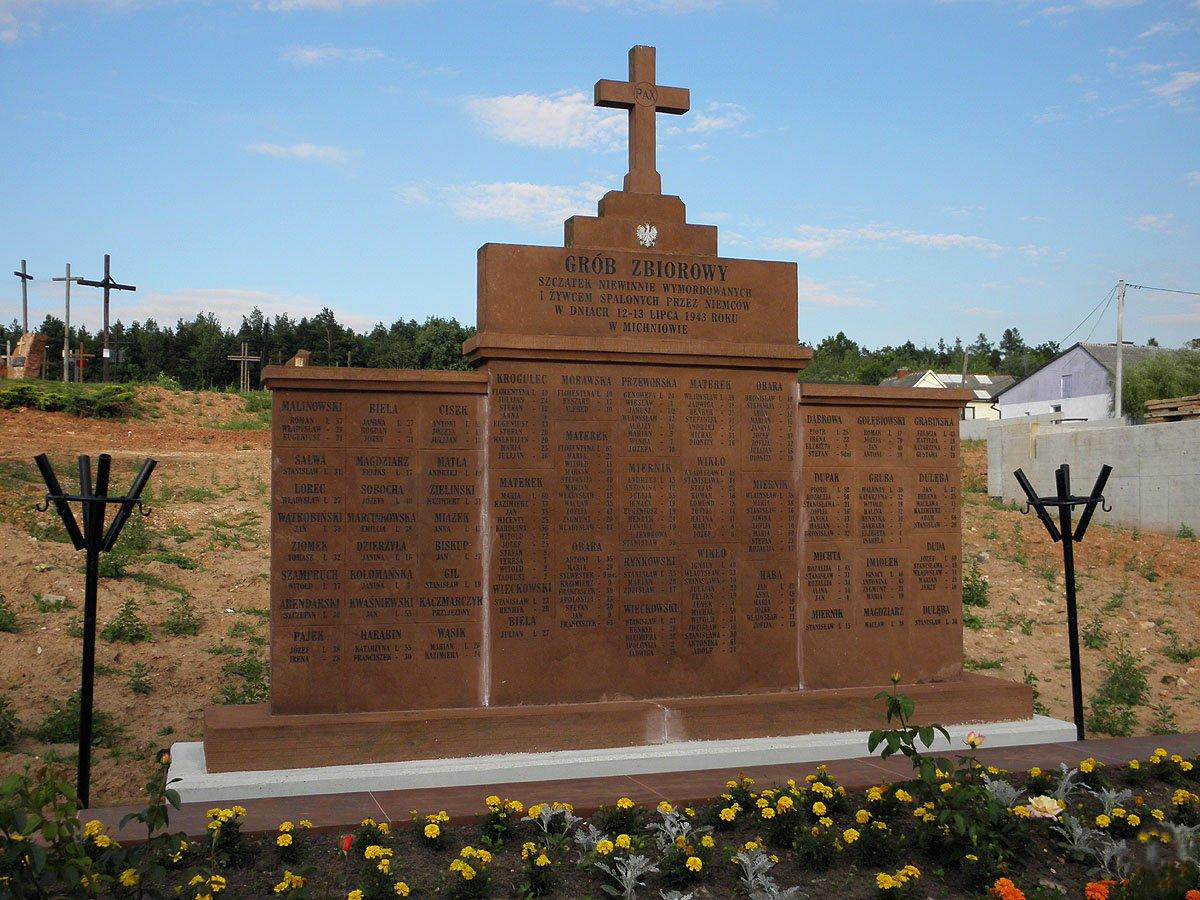
Pomnik i zbiorowa mogiła ofiar pacyfikacji Michniowa

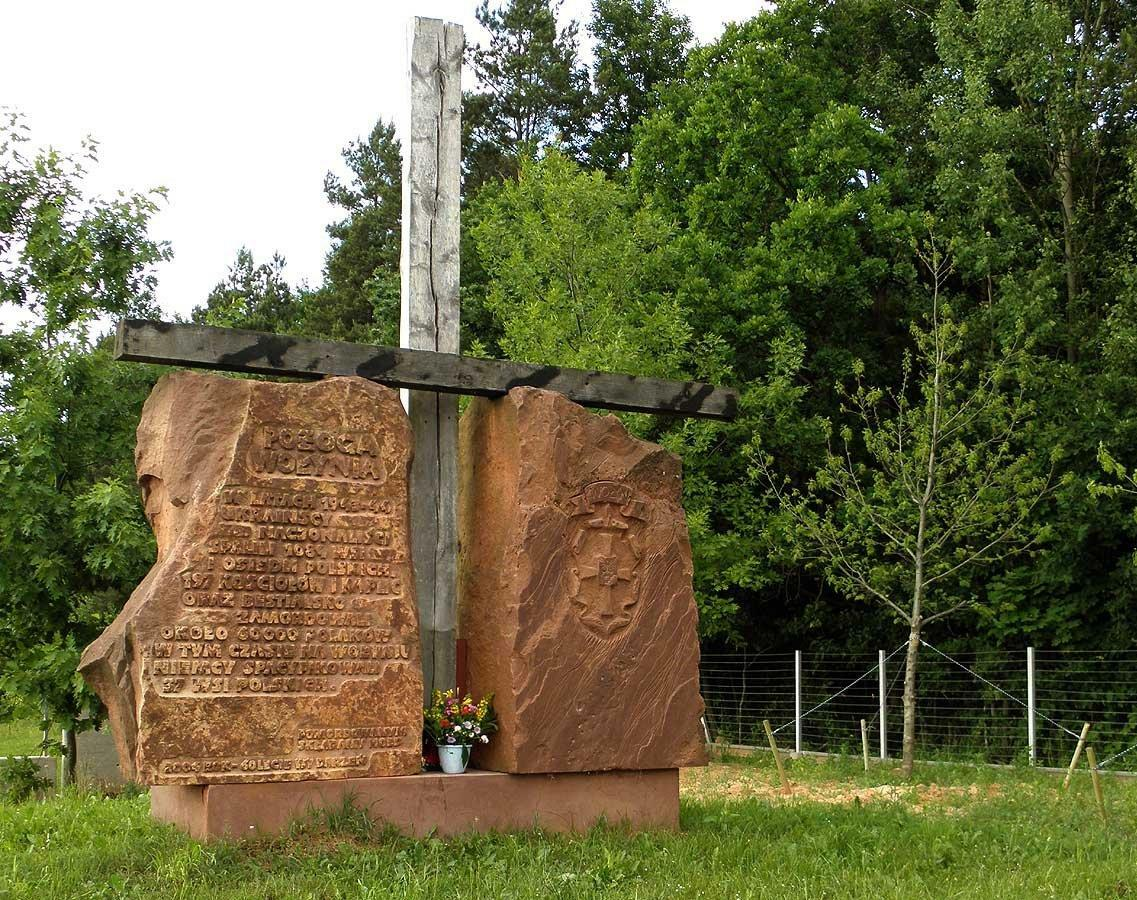
Pomnik „Pożoga Wołynia”

Mauzoleum Martyrologii Wsi Polskich w Michniowie – muzeum martyrologii zlokalizowane w świętokrzyskiej wsi Michniów, stanowiące oddział Muzeum Wsi Kieleckiej, upamiętniające martyrologię polskich wsi podczas II wojny światowej.
Inicjatywa budowy Mauzoleum została wysunięta w 1979 roku przez Główną Komisję Badania Zbrodni Hitlerowskich w Polsce. Komitet Organizacyjny Budowy Mauzoleum powołano w 1984 roku, kamień węgielny wmurowano natomiast w 1989 roku. Od 1999 roku Mauzoleum w Michniowie pozostaje pod opieką Muzeum Wsi Kieleckiej, od roku 2008 stanowi natomiast oddział tego Muzeum. W skład mauzoleum wchodzą obecnie: Dom Pamięci Narodowej, Sanktuarium Męczeńskich Wsi Polskich, cmentarz i mogiła ofiar pacyfikacji oraz pomnik – „Pietà Michniowska”.
W 2014 roku muzeum odwiedziło 30 137 osób wobec 28 311 w 2013 roku.

## Pacyfikacja Michniowa
W okresie niemieckiej okupacji mieszkańcy Michniowa aktywnie współpracowali z ruchem oporu, w szczególności ze Świętokrzyskimi Zgrupowaniami AK dowodzonymi przez por. Jana Piwnika ps. „Ponury”. Prawdopodobnie w wyniku donosów konfidentów, zwłaszcza ppor. Jerzego Wojnowskiego ps. „Motor”, władze niemieckie podjęły decyzję o przeprowadzeniu w Michniowie szeroko zakrojonej akcji represyjnej. 12 lipca 1943 wieś została spacyfikowana przez niemiecką ekspedycję karną, w skład której weszły pododdziały 17. i 22. pułku policji, żandarmeria z okolicznych placówek oraz funkcjonariusze Gestapo z Kielc. Niemcy częściowo spalili wówczas Michniów i zamordowali 102 mieszkańców (w większości przez spalenie żywcem w stodołach). W odwecie jeszcze tej samej nocy żołnierze „Ponurego” zaatakowali w rejonie Podłazia pociąg pośpieszny relacji Kraków-Warszawa, zabijając lub raniąc co najmniej kilkunastu Niemców. Następnego dnia niemieccy policjanci powrócili do Michniowa, doszczętnie paląc wieś i mordując niemal wszystkich przebywających tam Polaków. Łącznie ofiarą dokonanej w Michniowie masakry padły co najmniej 204 osoby, w tym 54 kobiety i 48 dzieci (najmłodsze dziewięciodniowe). 10 osób podejrzewanych o współpracę z podziemiem zostało deportowanych do obozów koncentracyjnych (przeżyło troje), a 18 młodych kobiet i dziewcząt wywieziono na roboty przymusowe. Wieś została doszczętnie spalona (ocalały tylko dwa budynki). Okupacyjne władze zakazały odbudowy Michniowa i uprawy okolicznych pól. 

### Pierwszy pochówek ofiar
15 lipca 1943 mieszkańcy sąsiednich wsi pogrzebali szczątki zamordowanych michniowian we wspólnej mogile, wykopanej na działce w pobliżu szkoły. Niemcy wyrazili zgodę na pochówek ofiar. Polecili jednak zaorać grób, a także nie zezwolili na oznaczenie mogiły krzyżem lub jakimkolwiek innym znakiem

### Pamięć
Po wojnie Michniów został odbudowany. Wkrótce po zakończeniu okupacji na masowej mogile kryjącej szczątki ofiar pacyfikacji został postawiony pomnik z czerwonego piaskowca. Wyryto na nim nazwiska mieszkańców Michniowa poległych i zamordowanych w czasie II wojny światowej. 
Od 1945 w każdą rocznicę zbrodni michniowianie zbierają się na mszy w intencji ofiar. W latach pięćdziesiątych XX wieku staraniem mieszkańców Michniowa została wzniesiona kaplica św. Małgorzaty, w której odprawiane są okolicznościowe uroczystości religijne, a w okresie letnim niedzielne msze święte.
Z czasem we wsi powstała Izba Pamięci. Początkowo zajmowała ona część pomieszczeń Klubu Rolnika, otwartego w Michniowie w dniu 30 maja 1971. W lipcu 1977 Izba Pamięci została przeniesiona do drewnianego domu, należącego uprzednio do rodziny Grabińskich. Izbą Pamięci, do swojej śmierci w 2003 roku, opiekowała się Maria Grabińska (w czasie pacyfikacji straciła męża i syna). 
22 lipca 1977 Michniów został odznaczony Krzyżem Grunwaldu III klasy.

### Powrót Ponurego
We wrześniu 1987 sprowadzono z Nowogródczyzny prochy mjr. Jana Piwnika „Ponurego”, poległego w walce z Niemcami pod Jewłaszami (16 czerwca 1944). W czerwcu 1988 odbył się jego uroczysty pogrzeb. Ostatnia droga majora wiodła od rodzinnych Janowic przez Nagorzyce, Michniów, Wykus, Rataje do klasztoru cysterskiego w Wąchocku. Mszę świętą w Michniowie odprawił biskup Edward Materski. W 1994 r. Michniów pożegnał „Nurta” Eugeniusza Kaszyńskiego, którego prochy spoczęły w ziemi Wykusu.

## Okoliczności powstania mauzoleum
Po wojnie Michniów stał się symbolem martyrologii wsi polskich podczas II wojny światowej. Już w czasie okupacji powstały pierwsze wiersze i pieśni poświęcone ofiarom pacyfikacji. O masakrze informowała także prasa konspiracyjna. 
Jesienią 1979 roku Główna Komisja Badania Zbrodni Hitlerowskich w Polsce wysunęła inicjatywę utworzenia ogólnopolskiego Mauzoleum Męczeństwa Wsi Polskich. Jako proponowane miejsce lokalizacji wskazano Michniów. W 1981 roku ukazał się w tej sprawie wspólny apel kieleckich okręgów Związku Bojowników o Wolność i Demokrację i Polskiego Towarzystwa Turystyczno-Krajoznawczego. Trzy lata później prezydium Wojewódzkiej Rady Narodowej w Kielcach powołało do życia Komitet Organizacyjny Budowy Mauzoleum Martyrologii Wsi Polskiej w Michniowie. Na czele komitetu stanął obrońca Westerplatte, a zarazem prezes zarządu wojewódzkiego ZBoWiD – komandor Leon Pająk. Z kolei w 1987 powstał Komitet Honorowy pod przewodnictwem Romana Malinowskiego – marszałka sejmu PRL, prezesa Naczelnego Komitetu ZSL. Kamień węgielny pod budowę mauzoleum został wmurowany w listopadzie 1989 roku. Pierwotne plany były bardzo ambitne, gdyż zakładały budowę w Michniowie dużego zespołu przestrzenno-użytkowego.

## Obecny charakter mauzoleum
Zmiany polityczne i gospodarcze, które nastąpiły w Polsce po 1989 roku spowodowały rozpad Komitetu Honorowego. Fakt ten, a także trudności finansowe, wymusiły modyfikację projektu i opóźniły znacznie jego realizację. Niemniej idea budowy mauzoleum nie została nigdy zarzucona. 9 maja 1991 powołana została Fundacja „Pomnik-Mauzoleum” w Michniowie, której celem stała się aktywizacja wszystkich sił społecznych i politycznych na rzecz wspierania inicjatywy ocalenia od zapomnienia martyrologii wsi polskich. 
W lipcu 1993 roku – w 50. rocznicę pacyfikacji – odsłonięto w Michniowie pomnik „Pietà Michniowska” dłuta Wacława Staweckiego. Z kolei w lipcu 1997 oddano do użytku nowy Dom Pamięci Narodowej. Mieści on stałą wystawę oraz ośrodek badawczy, dokumentujący martyrologię polskiej wsi w czasie II wojny światowej. Jednocześnie na placu za mogiłą ofiar pacyfikacji otwarte zostało tzw. Sanktuarium Męczeńskich Wsi Polskich. W sanktuarium umieszczane są krzyże symbolizujące polskie wsie spacyfikowane przez Niemców w latach 1939–1945 (jest ich obecnie kilkaset). W 2004 roku, z inicjatywy byłych żołnierzy 27 Wołyńskiej Dywizji Piechoty AK, na terenie sanktuarium odsłonięto również pomnik „Pożoga Wołynia”. Upamiętnia on polskie wsie wymordowane na Wołyniu przez ukraińskich nacjonalistów.
12 lipca 1999, z inicjatywy marszałka województwa świętokrzyskiego, Józefa Szczepańczyka, została podpisana umowa użyczenia składników majątkowych pomiędzy Fundacją „Pomnik-Mauzoleum” a Muzeum Wsi Kieleckiej, na podstawie której muzeum uzyskało prawo zarządzania mauzoleum. Od 2008 Muzeum Wsi Kieleckiej jest oficjalnym właścicielem mauzoleum. W Michniowie realizowany jest szeroki program edukacji historycznej, m.in. poprzez lekcje muzealne, publikacje i wystawy. 
W 65. rocznicę pacyfikacji Michniowa (2008) zaprezentowany został projekt rozbudowy istniejącego obiektu muzealnego, opracowany przez Mirosława Nizio. Założenia projektu przewidywały m.in. budowę nowego budynku ekspozycyjnego (złożonego z 8 modułów-segmentów). W 2010 ruszył pierwszy etap rozbudowy. Wykonano wówczas przebudowę istniejącego obiektu oraz wykonano infrastrukturę techniczną: parkingi, ogrodzenie oraz budynki techniczne.
Oficjalne otwarcie mauzoleum z udziałem prezydenta Andrzeja Dudy nastąpiło 12 lipca 2021 roku.
W Michniowie od 2018 organizowana jest coroczna konferencja naukowa „Wieś polska podczas II wojny światowej”. W 2024 zorganizowano także podobne wydarzenie dla studentów historii. Obie konferencje współorganizowane są przez Muzeum Wsi Kieleckiej, Instytut Pamięci Narodowej oraz Uniwersytet Jana Kochanowskiego.

## Nagrody i wyróżnienia
- 2020: Nagroda Architektoniczna „Polityki” w kategorii Ulubieniec czytelników[25]